# Ешереф Ешереф
Ешереф Кязим Ешереф е български политик, икономист и инженер от ДПС. Народен представител от Движението за права и свободи в XLV, XLVI, XLVII и XLVIII народно събрание. Бил е председател на Общинския съвет в Руен.

## Биография
Ешереф Ешереф е роден на 12 май 1977 г. в село Преображенци (Руенско), Народна република България. През 1992 г. се премества да живее в село Руен (Айтоско), където завършва основното си образование, средното си образование получава в ПГХТ „Акад. Н. Д. Зелинский“ в Бургас. Завършва висше със специалностите „Финанси“ и „Електроника“ в Бургаски свободен университет. До края на 2009 г. работи в завод край село Дебелт.

## Политическа дейност
В края на 2001 г. става член на местната младежката организация на ДПС. През 2005 г. става председател на Академичнотто дружество на младежката организация на ДПС. В периода 2009-2012 г. е член на Националния съвет на Младежкото ДПС, след което е избран за председател на ДПС в община Руен. През 2016 г. става член а Централния съвет на ДПС.
На местните избори през 2007 г. е избран за общински съветник от листата на ДПС в община Руен.